# Paralelo 63 S
O Paralelo 63S é um paralelo no 63° grau a sul do plano equatorial terrestre.

## Dimensões
Conforme o sistema geodésico WGS 84, no nível de latitude 63° S, um grau de longitude equivale a 50,67 km; a extensão total do paralelo é portanto 18.242 km, cerca de 45 % da extensão do Equador, da qual esse paralelo dista 6.988 km, distando 3.014 km do polo sul.

## Cruzamentos
O paralelo 63 S cruza terra apenas em três ilhas próxomas à Península Antártica:
- 8 km sobre a Ilha Smith
- 7 km sobre a Ilha Decepção
- 23 km sobre a Ilha de Urville